# Ephesia nubila
Ephesia nubila är en fjärilsart som beskrevs av Butler 1881. Ephesia nubila ingår i släktet Ephesia och familjen nattflyn. Inga underarter finns listade i Catalogue of Life.